# LASK Linz
LASK je austrijski nogometni klub iz grada Linza, Gornja Austrija. Boje kluba su bijela i crna. LASK se trenutačno natječe u prvom razredu austrijskog nogometa. LASK ima i svoj ženski nogometni klub.

## Poznati igrači
- Helmut Köglberger
- Peter Stöger
- Christian Stumpf
- / Ivica Vastić
- Besian Idrizaj
- Klaus Lindenberger
- Markus Weissenberger
- Vidar Riseth
- Geir Frigård
- Erik Mykland
- Brendan Augustine
- Chico
- Tolunay Kafkas
- Hugo Sanchez
- Davor Braun

## Hrvati u LASK-u
- Luka Lipošinović (i kao igrač i kao trener)
- Silvije Čavlina
- Davorin Kablar
- Mario Mijatović
- Ivica Vastić ()
- Marinko Koljanin 1998. – 2002.
- Marko Raguž
- Petar Filipović

## Vanjske poveznice
- LASK-ova stranica